# Prosper Guéranger
Prosper Louis Pascal Guéranger (közkeletű nevén Dom Guéranger, Sablé-sur-Sarthe, 1806. április 4. – Solesmes, 1875. január 30.) francia bencés szerzetes, majd négy évtizeden át a solesmes-i apátság apátja.
Az ő érdeme, hogy megalakult a  Francia Bencés Kongregáció (napjainkban: solesmes-i kongregáció), ezáltal újraéledt a monasztikus szerzetesség a forradalom utáni Franciaországban. Liturgiatudományi munkássága is jelentős (leginkább az egyházi évvel foglalkozó 15 kötetes műve). Dom Guéranger a pápai tévedhetetlenség és a szeplőtelen fogantatás dogmái kihirdetésének nagy támogatója volt, valamint IX. Piusz pápa is nagyra tartotta őt.   
Guéranger sokat tett a tridenti mise franciaországi bevezetésért, így sokan a liturgikus mozgalom előfutáraként tisztelik. Szentté avatásának ügyét a Szentszék vizsgálja, egyelőre az "Isten szolgája" cím illeti meg az apátot.

## Élete
Guéranger már fiatalon érezte magában a papi hivatást, 1822-ben belépett a tours-i kisszemináriumba, ahol olvasott Hugues Felicité Robert de Lamennais ultramontanista nézeteiről, és maga is azonosulni kezdett velük. A sivatagi atyák irásai nyomán pedig feltámadt benne a vágy a szerzetesi életre. 
1827-ben pappá szentelték, és hamarosan a tours-i székesegyház kanonokja lett. Ekkortájt kezdett a Római Misekönyv szerint misézni és a zsolozsmát is római szertartásrend szerint végezni, akkor, amikor legtöbb kortársa még a gallikán, forradalom előtti szövegeket olvasta.   
1831-ben, amikor az elhagyatott solesmes-i apátsági épület eladásra került, Dom Guéranger - magánadományozók segítségével - megvásárolta az épületet. 1833. július 11-én, Szent Benedek ünnepén, több pap találkozott a kolostorban, és életüket ünnepélyes keretek között a szerzetesi élet újrakezdésének szentelték. XVI. Gergely pápa a kolostor 1837-ben apátsági rangra emelte, Dom Guérangert megtette apátnak, az apátságot pedig a Francia Bencés Kongregáció főapátságának. Ebben az évben tett fogadalmat az apát is, és az ő kezébe a többi szerzetes. 

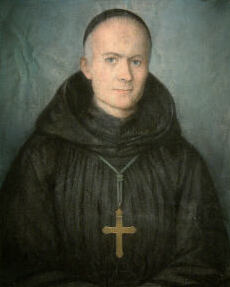
Guéranger apát 1840-ben

Ettől kezdve az apát életét a fiatal közösségnek szentelte, hűségben az egyházhoz és a római pápához. Szerencsére Dom Guéranger sok támogatóra talált, többek között a későbbi Pitra bíboros, Montalambert gróf és a dominikánus hitszónok és reformer Henri Lacordaire egyaránt szimpatizáltak az apát elképzeléseivel.
Az egyházat lelkesen és kitartóan szolgálva Guéranger igyekezett a Franciaország és a Szentszék közötti gyakorta pattanásig feszült viszony konszolidálására. Minden esetben keményen fellépett a szeparatizmus bármely formája (gallikanizmus és janzenizmus) ellen. Küzdött a római liturgia meghonosodásáért a francia egyházmegyékben, nagy sikerrel. Filozófiai síkon rendületlenül küzdött a naturalizmus és a liberalizmus ellen, mert ezek szerinte veszélyeztették a keresztény társadalom alapjait. Guéranger apát több művében írt egyetértően a 19. században kihirdetett két fontos dogmáról, a szeplőtelen fogantatásról (1854) és a pápai tévedhetetlenségről (1870). Élete utolsó éveiben pedig, együttműködve Cécile Bruyére anyával, megalapította a kongregáció első női kolostorát, a solesmes-i Szent Cecília-apátságot. 

## Fordítás
- Ez a szócikk részben vagy egészben  a   Prosper-Louis-Pascal Guéranger című német Wikipédia-szócikk ezen változatának fordításán alapul.  Az eredeti cikk szerkesztőit annak laptörténete sorolja fel. Ez a jelzés csupán a megfogalmazás eredetét és a szerzői jogokat jelzi, nem szolgál a cikkben szereplő információk forrásmegjelöléseként.
- Ez a szócikk részben vagy egészben  a   Prosper Guéranger című angol Wikipédia-szócikk ezen változatának fordításán alapul.  Az eredeti cikk szerkesztőit annak laptörténete sorolja fel. Ez a jelzés csupán a megfogalmazás eredetét és a szerzői jogokat jelzi, nem szolgál a cikkben szereplő információk forrásmegjelöléseként.